# 长沙卫生职业学院
长沙卫生职业学院（英語：Changsha Health Vocational College）位于中国湖南省长沙市湘江新区岳宁大道6号，为湖南省一所高等专科大学。

## 历史
1958年，湖南省长沙市建立了“长沙市卫生学校”，是“长沙卫生职业学院”的前身。
2011年，“长沙市卫生学校”升级为高等专科学院，并且改名为“长沙卫生职业学院”。

## 学校院系
长沙卫生职业学院开设了7个系：护理、助产、药学、眼视光技术、临床、口腔医学技术、康复治疗技术、农村医学。

## 学校文化
- 校训：勤勉[註 1] 、慎独[註 2] 、仁爱[註 3] 、精诚[註 4] [1][2]
- 办学思想：育人为本、学以致用[1][2]
- 官方刊物：《校园通讯》

## 脚注
1. ↑  “勤勉”出自《荀子·富国》：“奸邪不作，盗贼不起，化善者勤勉矣。”
2. ↑  “慎独”出自《中庸》：“是故君子戒慎乎其所不睹，恐惧乎其所不闻，莫见乎隐，莫显乎微，故君子慎其独也。”
3. ↑  “仁爱”出自《史记·袁盎列传》：“仁爱士卒，士卒皆争为死。”
4. ↑  “精诚”出自《庄子·渔父》：“真者，精诚之至也，不精不诚，不能动人。”